# قضية رو ضد وايد
كان القرار الصادر في قضية رو ضد وايد، 410 يو. إس. 113 (1973)، قرارًا تاريخيًا للمحكمة العليا الأمريكية، قضت فيه بأن دستور الولايات المتحدة يحمي حرية المرأة الحامل في اختيار الإجهاض دون قيود حكومية. ألغى القرار العديد من قوانين الإجهاض الفيدرالية والولائية في الولايات المتحدة. أثارت رو حالة من الجدل المستمر بشأن الإجهاض في الولايات المتحدة الأمريكية، حول ما إذا كان ينبغي أن يكون الإجهاض قانونيًا، أو إلى أي مدى يمكن أن يكون الإجهاض قانونيًا، ومن الذي ينبغي أن يقرر قانونية الإجهاض، وما هو دور الآراء الأخلاقية والدينية في المجال السياسي. شكل الجدل كذلك النقاش بشأن الطرق التي ينبغي أن تستخدمها المحكمة العليا في القضاء الدستوري.

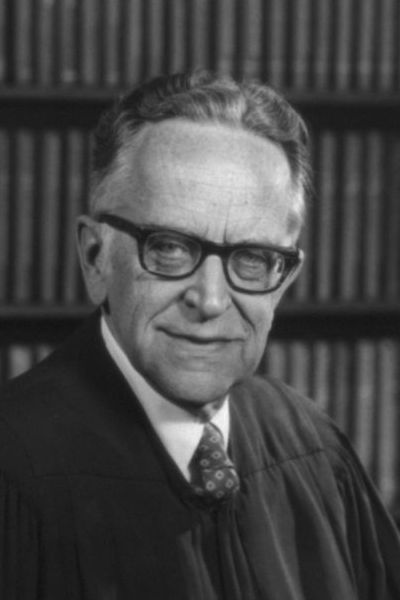
صور رسمية للمحكمة العليا الأمريكية لعام 1976: القاضي هاري أ. بلاكمون

شمل القرار قضية نورما ماكورفي، المعروفة بالاسم القانوني المستعار جين رو، التي أصبحت حاملًا بطفلها الثالث في عام 1969. أرادت ماكورفي الإجهاض، لكنها كانت تعيش في تكساس، حيث كان الإجهاض غير قانوني إلا عند الضرورة لإنقاذ حياة الأم. رفعت المحاميتان، سارة ويدينغتون وليندا كوفي، دعوى قضائية نيابة عنها في المحكمة الفيدرالية الأمريكية ضد المدعي العام المحلي في مقاطعتها، هنري وايد، زاعمين أن قوانين الإجهاض في تكساس غير دستورية. استمعت لجنة من ثلاثة قضاة من محكمة المقاطعة الأمريكية للمنطقة الشمالية من ولاية تكساس إلى القضية وحكمت لصالحها. حكمت مع ذلك المحكمة المحلية ضد اثنتين أخريتن كانت تمثلهما أيضًا المحاميتان سارة ويدينغتون وليندا كوفي. استأنفت ويدينغتون وكوفي خسارتهما الجزئية أمام المحكمة العليا الأمريكية، واستأنف وايد كذلك خسارته الأولية أمام المحكمة العليا.
أصدرت المحكمة العليا، في يناير 1973، قرارًا لصالح ماكورفي يقضي بأن بند الإجراءات القانونية في التعديل الرابع عشر لدستور الولايات المتحدة ينص على «الحق في الخصوصية»، وهو ما يحمي حق المرأة الحامل في اختيار ما إذا كانت تريد الإجهاض أم لا. كما حكمت بأن هذا الحق ليس مطلقًا ويجب موازنته مع مصالح الحكومات في حماية صحة المرأة والحياة قبل الولادة. فصلت المحكمة في اختبار الموازنة هذا بربط تنظيم الدولة للإجهاض بالمراحل الثلاثة للحمل: فلم يكن بوسع الحكومات حظر الإجهاض على الإطلاق خلال المرحلة الأولى، في حين كان يمكن للحكومات، خلال المرحلة الثانية، أن تشترط لوائح صحية مقبولة، أما خلال المرحلة الثالثة، فتحظر الحكومات الإجهاض حظرًا تامًا وتتضمن القوانين استثناءات للحالات التي تكون فيها ضرورية لإنقاذ حياة الأم أو صحتها. صنفت المحكمة الحق في اختيار الإجهاض بأنه «حق أساسي»، وهو ما يتطلب من المحاكم تقييم قوانين الإجهاض المطعون فيها بموجب معيار «التدقيق الصارم»، وهو أعلى مستوى من المراجعة القضائية في الولايات المتحدة.
انتقد البعض في الأوساط القانونية حكم المحكمة في قضية رو، ووصف البعض القرار بأنه مثال على النشاطية القضائية. أعادت المحكمة العليا النظر في الأحكام القانونية الصادرة في قضية رو وعدلتها في حكمها الصادر عام 1992 بشأن قضية جمعية تنظيم الأسرة الأمريكية ضد كايسي. أكدت المحكمة من جديد، في قضية كيسي، الحكم الذي صدر في قضية رو، الذي ينص على الحماية الدستورية لحق المرأة في اختيار الإجهاض، ولكنها ألغت معيار التدقيق الصارم لمراجعة قيود إجراء الإجهاض، وتخلت عن إطار المراحل الثلاثة للحمل لصالح معيار يقوم على قابلية الجنين للحياة.
حصلت صحيفة بوليتيكو، في 2 مايو 2022، على مسودة أولية مسربة لرأي الأغلبية صاغها القاضي صموئيل أليتو، تشير إلى أن المحكمة العليا مستعدة لإسقاط الحكم الصادر في قضية رو وكاسي في قرار نهائي معلق بشأن الحكم في قضية دوبس ضد جاكسون ومنظمة صحة المرأة، المتوقع أن يصدر بحلول يونيو 2022. أكد بيان صحفي، صادر عن رئيس القضاة جون روبرتس في اليوم التالي، صحة الوثيقة المسربة، لكنه ذكر أن المشروع «لا يمثل قرارًا من المحكمة أو موقفًا نهائيًا لأي عضو بشأن المسائل المطروحة في القضية».

## خلفية

### تاريخ قوانين الإجهاض في الولايات المتحدة
أصدرت ولاية كونيتيكت، في عام 1821، أول قانون ولاية يحظر الإجهاض في الولايات المتحدة. لم يكن الإجهاض قبل ارتكاض الجنين قانونيًا في حد ذاته في عام 1868، وذلك في سبع وعشرين ولاية من أصل سبع وثلاثين. قننت ما مجموعه ثلاثون ولاية من الولايات السبع والثلاثين، وست من تبعيات الولايات المتحدة الأمريكية العشرة، رفقة مملكة هاواي، التي كان الإجهاض فيها شائعًا، قوانين تقيد الإجهاض. كان لكل ولاية، بحلول عام 1900، تشريع خاص بالإجهاض.
كان الإجهاض نفسه، في الولايات المتحدة، يُعتبر في بعض الأحيان جريمة بموجب القانون العام، قبل إصدار قوانين محددة ضده. تُعتبر عمليات الإجهاض ما قبل الارتكاض (حركة الجنين الأولى)، في جميع الولايات خلال القرن التاسع عشر وأوائل القرن العشرين، إجراءات دون غرض مشروع. هذا يعني أنه إذا توفيت الأم، يكون الشخص الذي قام بعملية الإجهاض مذنبًا بارتكاب جريمة القتل. يعتبر هذا الجانب، من القانون العام، الإجهاض ما قبل الارتكاض كنوع من الجنايات غير المكتملة. لا تطبق حقوق الحرية السلبية، من القانون العام، في الحالات الناتجة عن السلوك الرضائي أو الإرادي، التي سمحت باعتبار إجهاض الأجنة التي حُمل بها بطريقة رضائية، جريمة من جرائم القانون العام. زعم رأي الأغلبية الذي صدر لاحقًا باسم القاضي هاري بلاكمون، في قضية رو ضد وايد، أن تجريم الإجهاض ليس له «جذور في تقاليد القانون الإنجليزي العام».
كان من أهداف حظر الإجهاض هو الحفاظ على حياة الجنين، وحماية حياة الأم، وردع عمليات الإجهاض في المستقبل، وتجنب الإضرار بقدرة الأم على الإنجاب. لا يفرق القضاة دائمًا أي هدف هو الأكثر أهمية. يميل المسؤولون القانونيون، على الأرجح، إلى استجواب النساء اللاتي أجرين عمليات الإجهاض، للحصول على أدلة ضد الشخص الذي أجرى تلك العمليات، وذلك بدلًا من إلقاء القبض عليهن. جاءت إستراتيجية إنفاذ القانون هذه استجابةً لهيئات المحلفين التي رفضت إدانة النساء اللاتي جرت مقاضاتهن بسبب الإجهاض في القرن التاسع عشر. ذكر القاضي هاري بلاكمون، عام 1973، أن «قوانين الإجهاض الجنائية التقييدية السارية في معظم الولايات اليوم هي قوانين حديثة العهد نسبيًا».
أصبح الإجهاض الاختياري عند الحاجة متاحًا في ألاسكا، وكاليفورنيا، وواشنطن العاصمة، وولاية واشنطن، وهاواي، ونيويورك، وذلك بحلول عام 1971. سافرت بعض النساء إلى الولايات حيث يكون الإجهاض قانونيًا، على الرغم من أنه ليس في استطاعتهن جميعًا تحمل تكاليف السفر. اتُهمت شيرلي ويلر، عام 1971، بالقتل غير العمد، بعد أن أبلغ موظفو مستشفى فلوريدا الشرطة عن إجهاضها غير القانوني. كانت ويلر إحدى النساء القليلات اللاتي حاكمتهن دولهن بسبب الإجهاض. حصلت على حكم لمدة عامين تحت المراقبة، واختارت العودة إلى منزل والديها في كارولينا الشمالية، كأحد خيارات المراقبة. تبرعت مؤسسة بلاي بوي بمبلغ 3500 دولار لصندوق الدفاع الخاص بها، ونددت مجلة بلاي بوي مقاضاتها. جمع ائتلاف بوسطن المعني بإجهاض المرأة أموالًا، وعقد اجتماعًا حاشدًا استمع فيه الحاضرون إلى متحدثات من الائتلاف الوطني النسائي لقضية الإجهاض. أسقطت محكمة فلوريدا العليا الحكم الصادر بحقها.